# Jacques-Antoine Beaufort

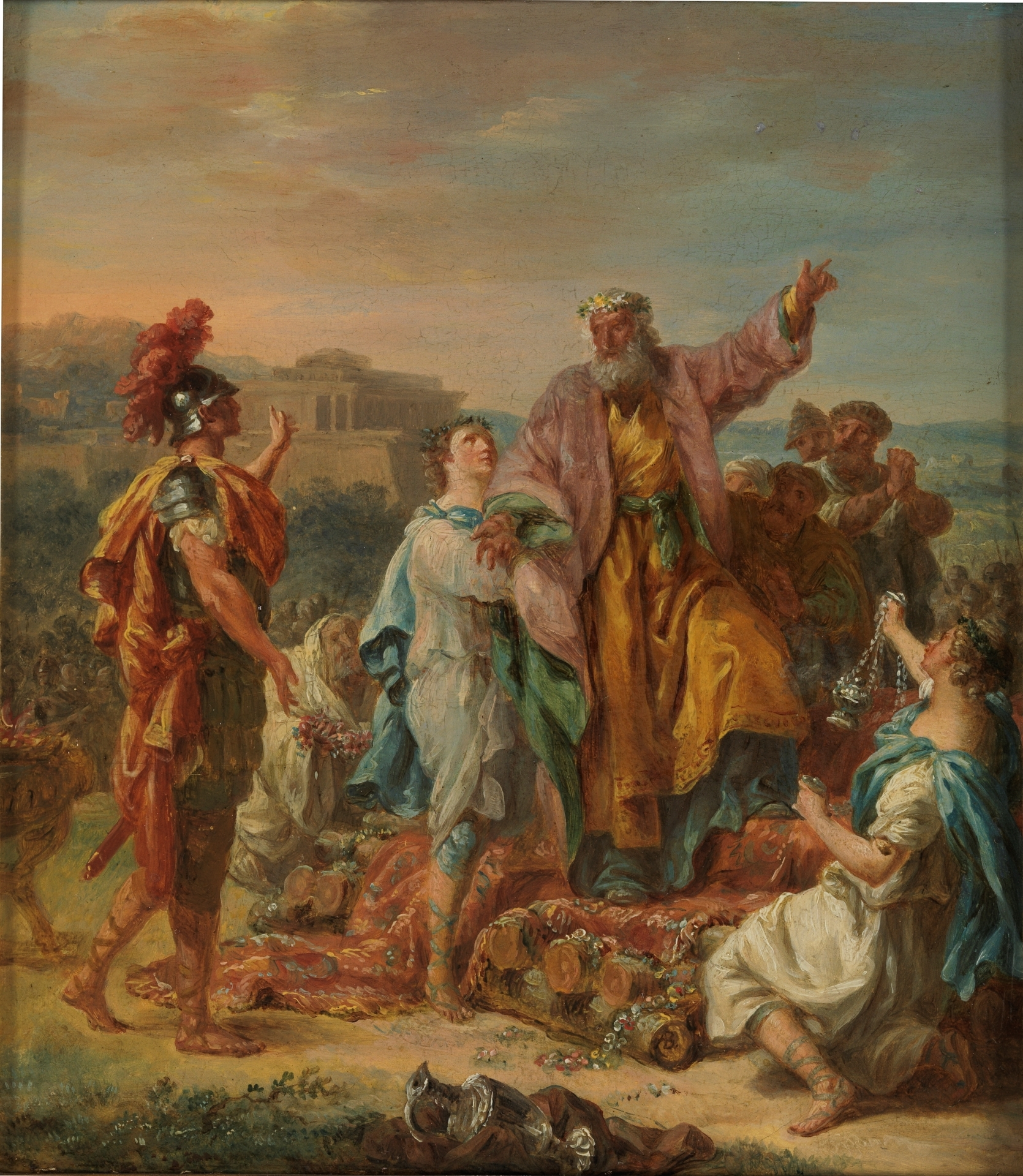
La muerte de Calanus, 1779, óleo sobre tabla, Madrid, Museo del Prado. Boceto para un cuadro pintado para Luis XVI, destruido en los bombardeos de Caen durante la Segunda Guerra Mundial, representa al filósofo Calanus asecendiendo en presencia de Alejandro Magno a la pira en la que se incinerará, anunciándole el reencuentro en tres meses en otra vida.

Jacques-Antoine Beaufort (París, 1721-Rueil, 25 de junio de 1784) fue un pintor francés en la transición del Rococó al Neoclasicismo.
Pintor de historia y motivos religiosos, en diciembre de 1766 fue admitido como agregado en la Académie royale de peinture et de sculpture de Francia, en la que fue recibido como académico en enero de 1771, por la obra Brutus reclama venganza por la muerte de Lucrecia (Nevers, musée de la Faïence), en la que se inspiró Jacques-Louis David para su Juramento de los Horacios. De 1767 a 1783 expuso con regularidad en el Salón del Louvre.
Obras de Beaufort se encuentran en el Museo de Bellas Artes de Burdeos (Caridad romana, presentada en 1777 en el Salón del Louvre) el Museo del Prado, que conserva el boceto de la La muerte de Calanus, encargada en 1779 por el conde de Angivilliers, director de bâtiments du roi, y el Museo de Bellas Artes de Marsella, que guarda en depósito del Louvre La muerte de Bayard, encargada como la anterior para Luis XVI y presentada en 1781 en el Salón de París.